# 0시 (1945년)

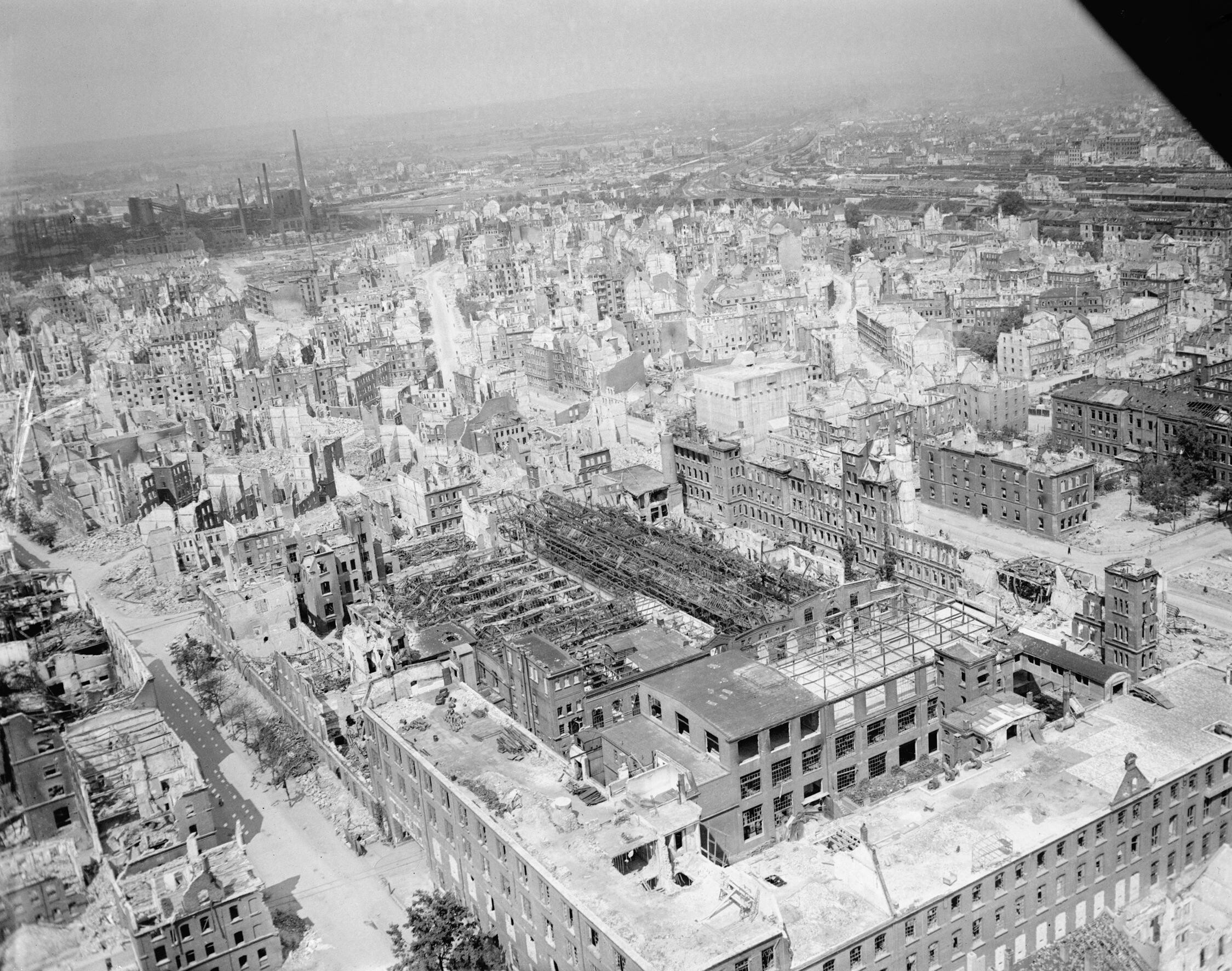
1945년 5월, 폭격으로 파괴된 뉘른베르크의 폐허

0시(독일어: Stunde Null, 발음 [ˈʃtʊndə nʊl])는 1945년 5월 8일 0시를 의미하는 단어로, 유럽에서의 제2차 세계대전의 끝과 동시에 새로운 독일의 시작을 의미하는 개념이다. 이 일은 부분적으로 독일이 나치로부터 스스로를 분리시키려는 시도였다. 탈나치화는 연합군 점령하 독일에서 진행된 주요 사업이었다.
이 용어는 "과거와의 절대적 단절과 급진적인 새로운 시작" 또는 "낡은 전통과 관습의 싹쓸이"를 의미한다. 당시 독일은 재건과 복구가 매우 필요했고, 주요 인프라의 80% 가량이 이러한 재건과 복구 사업의 대상이었다.

## 용어의 역사
이 단어는 원래 제1차 세계대전 당시 "(위대한) 군사적 행동이 시작되어야 할 때"라는 말로 쓰였다. 이 용어는 제1차 세계대전의 종전 이후 다양한 분야에서 사용된 개념이었다. 리처드 프룬드는 전쟁이 시작될 징조를 표현하기 위하여 이 용어를 사용했고, 그는 히틀러의 라인란트 진주, 스페인 내전 등을 설명한 뒤 "다음 번 '섬광'은 그 '신호'일지도 모른다. '0시'다."라고 말했다. 0시라는 용어는 군국주의적인 개념으로만 사용된 것은 아니었는데, 특히 즉시 행동해야 함을 의미하는 개념으로 사용되기도 하였다. 에리카 만은 "(지금은) 0시다. 행동하라! 이 순간은 당신의 마지막 순간이다"라고 말했다. 에리카 만은 미국인들이 제2차 세계대전 당시 미국인들이 전쟁에 참여하도록 촉구하면서 이 표현을 사용하였다. 그렇게 0시 용어는 미국에서는 즉시 정책 실행이 필요하다는 주장을 하기 위해 사용되었다. 이는 또한 미국이 군사적 개입을 신속히 진행해야 함을 의미하기도 하였다. 다른 곳에서도 0시라는 용어는 군국주의를 설명하면서 사용되어 독일의 군사적 행동을 저지하기 위해 연합군이 개입해야 한다는 절박함을 해당 국가 국민들에게 선전하는데 사용되었다. 이 용어는 제2차 세계대전의 종전 이후인 1950년대에야 독일의 "새로운 시작"을 지칭하는 데 사용되었다.
1950년대 이후 독일에서는 '0시' 개념이 일반화되었는데, 이들은 제2차 세계대전의 패전으로 인한 독일의 물질적·도덕적 단절을 의미하는 개념으로 이 용어를 사용하였다.

## 연합군 점령하 독일
전후 독일은 미국·영국·프랑스·소련이 관할하는 네 개의 점령구역으로 나뉘었다. 이 점령 과정에서 중대한 문화적인 영향은 점령국들이 각각 시행한 탈나치화 과정이었다. 이를 달성하기 위한 주요 계획은 독일 국민들이 이러한 변화를 눈치채지 못한 채 '재교육'을 통해서였다. 이것은 독일인들의 자체적인 행동이 아닌 점령군인 4개국 연합군이 주도했기 때문이다. 나치 해체 이후 독일에 들어서야 하는 새로운 정치 문화는 독일인들이 자신들이 제대로 된 민주주의를 교육받는다고 느끼면 연합군을 거부할 것이라는 예상이 있게 되어서 독일인들에게 무리하게 강요하지는 않았다. 그러나 연합군은 독일에 제2의 나치 정권이 등장하지 않기를 원했었다.
미국은 1930년대에 도입된 정신의학 기법을 통해 서독 지역의 탈나치화를 추진하였다. 당시 미국이 추진한 탈나치화를 위한 재교육 과정은 1930년대의 망상장애 치료 과정에서 영감을 얻었지만, 연합군 점령하 독일에서 독일인의 인식에서 탈나치화를 촉진하기 위하여 다시 활용되었다. 이를 위해 사회학자·인류학자·심리학자들은 민주주의 사회와 전체주의 사회의 차이를 연구하고, 민주주의 가치와 전통을 독일인들에게 전달하는 것을 더 효과적으로 만들기 위한 방법을 모색하였다. 미국 전문가들은 '초인적 가치'를 중점으로 삼아 재교육에서 '인간의 가치'를 중시해야 한다고 요구했다.즉, 국가 중심에서 개인 중심으로 인식을 전환하는 것을 말하는 것이다.쿠르트 르윈은 독일인들에게 민주주의 사회에서 자치 조직을 건설하는 방법에 대한 교육을 제공하고, 독일인들이 민주주의를 거부하는 것을 피하기 위해 될 수 있으면 '미묘하게' 진행해야 한다고 지적하였다. 실제로 미국이 추진할 정책은 대략 10가지 정도였다.
첫째로 '화이트리스트', 즉 독일 내부에서 조직된 정치·교육·사회운동 등 각종 조직의 관련 직책에 취임할 수 있는 반나치 계열 인사들의 명단 작성이었다. 둘째로는 연합군이 활동을 허가할 언론출판 관련자를 식별하는 것이었고, 셋째는 민주적인 선거를 위하여 각 지역에서 민주적인 정당을 조직하는 것을 허용하는 것이었다. 연합군이 체포한 과거 나치 독일군에 속했던 전쟁 포로들은 '재교육'을 받았다. 그리고 미국은 '정보센터'를 설치했는데, 이 조직은 독일인들에게 민주주의의 원리를 알게 하기 위해 설치되었다. 독일인들이 미국을 방문하여 미국의 문물과 민주주의를 이해할 수 있게 하는 방문연수 프로젝트도 추진되었고, 합법적인 노동조합이 여러곳에서 설립되었다. 나치 정권하에서 국가범죄를 저지른 인사들에 대한 재판이 진행되었고, 한편으로는 그들에 대해서도 탈나치화가 진행되었다. 끝으로 독일인들에게 무역과 경제활동의 자유를 보장하는 조치가 시행되었다.
그러나 연합군의 계획은 완전히 계획대로 진행되지는 않았다. 그 통합 과정 중 하나는 현대 사회에서 인종 문제가 어떻게 작동하는지 독일인에게 보여주는 것이었고, 그래서 나치 독일이 만든 인종 차별적인 사회가 되풀이되지 않게끔 하려고 했었다. 그러나 이 인종문제 해결은 미국인들 자신들의 인종차별 문제 때문에 모순되기도 하였고 이 사안은 해결되지 않았다. 미국군은 1948년 미국군 군내 인종파별 철폐 명령까지 흑백간 분리가 있었고, 독일인들에게 관용을 전하면서 이 조치가 미국의 민주주의 사회에서 관용이 엄연히 존재한다는 것을 증명하였다.

### 연합군 내부의 독일 점령 정책의 갈등
먼저 연합군 중 미국·영국·프랑스 등 서방 연합군과 소련의 독일과 민주주의에 대한 인식이 서로 달랐다. 서방 연합군은 민주주의와 평화의 가치를 강조하였지만, 소련은 이것을 집단주의·권위주의 방식으로 해석하였다. 서방 연합군의 민주주의의 정의는 "개인의 정치참여와 자유를 보장하는 것"이었지만, 소련은 "사회 불평등을 해소하고 계급이 없는 사회를 실현하기 위해 추진되는 체제"로 민주주의를 정의하였기 때문이다.
탈나치화 과정에서도 서방 연합군과 소련의 차이가 있어서, 서방 연합군의 처벌 5단계 중 단순 가담 또는 혐의 없음을 의미하는 하위 2단계로 분류되어 처벌을 면제받은 상당수 나치 부역자들이 남아있었다.
끝으로 서방 연합군과 소련은 독일의 미래 설정을 문제로 갈등을 빚었는데, 서방 연합군 중 미국과 프랑스간 갈등이 있었다. 미국은 소련의 팽창을 방어히기 위해 독일을 재건하고 서유럽 강화의 한 축으로 독일을 활용하려고 했었으나 프랑스는 그 시점의 100년 전부터 독일의 침략을 세번이나 당했기 때문에, 독일을 철저히 정치-경제의 분리를 추진하고 지방분권형 국가로 탈바꿈하기를 원했다. 소련도 전쟁배상금을 과도하게 요구하며, 자신들의 점령지에 훗날 독일민주공화국이 된 독일 공산주의 정권을 수립하려고 했었다.

## 독일의 전쟁 피해
제2차 세계대전 패배 직후, 독일 주거지 3분의 1이 파괴되었고, 도로의 50%는 통행이 불가능했으며, 대중교통의 5분의 2도 운행 정지되었다. 다만 독일이라고 해도 폭격의 영향을 받지 않은 곳은 분명히 있었다. 연합군 점령 정책에 따라 배급제가 시행되었을 때, 암시장이 활성화되었고 도시 거주자들은 농촌으로 이동하여 농민들이 생산한 먹거리와 도시의 물품을 교환한 일도 있었다.
1945년 통계에 따르면, 독일군 1,100만 명이 아직 연합군에 포로로 붙잡혀 있었으며, 강제 동원되거나 강제수용소에 감금되었다가 귀향을 원하는 자 등도 950만 명에 달했다. 붉은 군대가 진격해오면서 체코슬로바키아나 오데르-나이세 선 동쪽의 독일인들은 독일 본토로 1950년대까지 이주하게 되었다.

## 종전 이후 독일의 재건
제2차 세계대전 종전 당시, 독일은 전쟁으로 인하여 국토는 폐허가 되었다. 전쟁이 끝난 뒤, 당연히 대규모의 재건 프로젝트가 진행되었다. 당시 독일의 주요 인프라의 80%는 재건이 필요한 상황이었다. 이 당시 독일인들은 재건 프로젝트를 계기로 과거 인프라를 현대화할 계획을 추진하기도 하였다. 독일인들은 도시의 거리를 확장하고, 새로운 주택을 건설하면서 도시 영역을 확장하기도 하였다. 또한 현대 건축 양식을 도입하였다. 그러나 이 재건 프로젝트는 매우 거대한 프로젝트였기 때문에 현대에도 이 사업은 끝나지 않았다.
이러한 재건은 당시 독일의 전쟁피해가 매우 컸기 때문에 새로운 독일을 쉽게 생각할 수 있었다. 이후 독일은 1990년까지 동서로 분단되었을 뿐만 아니라, 새로운 독일로 탈바꿈하게 되었다. 그래서 당시 독일인들은 새로운 독일의 시작이라고 보게 되었다.

## 종전 이후 독일 사회·문화의 변화
제2차 세계대전 종전 당시 독일은 전쟁 이전과 매우 달랐다. 전쟁이 끝난 뒤 홀로코스트 등 나치의 만행이 세계에 알려지게 되면서 대외적인 독일의 입지는 매우 좁아졌다. 토마스 만 같은 인사들은 "전 세계는 독일을 두려워하고 있다"고 공개적으로 언급하기도 하였다.
나치 독일의 전쟁범죄의 심각성은 이후 전 세계에 널리 알려지게 되었고, 독일인들은 그러한 이미지에서 벗어나려는 움직임이 있었다. 독일인들에게 1945년 5월 8일은 끝이자 시작이라는 인식이 형성되었다.
이러한 인식은 독일 문화와 각종 발언을 통해 확인할 수 있는데, 에른스트 위처트 같은 인사들은 '새로운 시작'을 이야기하면서 "독일 정신과 생활 양식의 쇄신"을 이야기하였고, 베르너 리시터도 "새로운 정신의 뿌리는 절대적이고 빠르게 시작하는 것에 있습니다"라고 이야기하였다.
그러나 독일이 나치의 만행으로부터 자유로워질 수 없다고 생각한 이도 있었다. 칼 베커는 "독일인들은 독일인이 곧 히틀러와 똑같다고 말할 수 없을 것입니다" 라고 이야기했다. 이러한 것은 이전의 잘못을 청산하려는 문화에서 기원한 것으로, 독일인들은 국제사회에서 다시 독일을 긍정적으로 인식받기를 원했기에 나치즘과 결별하려는 것이었다.
0시라는 개념은 전쟁 이후 독일 정치에도 등장하였다. 영국 외교관 로버트 길버트 반시타르트는 독일인들에게 "황폐하고 존재하지 않은"이라는 생각이 있다면서 "독일인들이 자신의 생각이 있다면 독일인들의 (새로운) 사상으로 채워야 하는 새로운 독일"이 필요하다고 이야기했다.전쟁 이후 독일과 재협상을 시도하는 여러 외교관도 0시의 개념을 인정하면서 끝이 아닌 새로운 시작이 있기를 원하는 분위기였다.
이러한 관념의 전환으로 인하여 새로운 독일은 정치 체제와 정치적 언어의 새 시대를 열게 되었다. '인종'이라는 개념이 존재하지 않는 독일이 생겨났고, 독일인들은 인종차별주의를 스스로 포기하기 시작했다. 학자들도 인종 관련 문제를 논의하지 않았고, 제2차 세계대전의 끝을 계기로 인종 논쟁이 끝났다고 생각하였다. 그러나 인종문제는 그 이후의 독일에서도 사회적인 논쟁이었고, 민주주의를 받아들였다고는 하지만 여전히 독일에는 인종차별의 잔재가 남아있다.
대부분의 독일인은 이주민 등의 문제를 새롭게 생각했어야 했었다. 대표적으로 전후 실향민 수용소에 있는 동유럽의 홀로코스트 생존자들은 독일인들에게 '기생충 같은 외국인'이라는 인식이 있었다. 그리고 독일인들도 이러한 방침을 이해하려고 했지만, 실제로는 미국의 인종차별주의적인 현실을 목도하였다.
새로운 시대를 이야기하면서 과거를 딛고 바꾸려는 움직임도 있었는데, 이를 '과거 대처'(Vergangenheitsbewältigung)라고 한다. 그러나 당시 독일 정치권에서는 이것을 논의하지는 않았지만 많은 독일인들은 독일의 전쟁범죄를 기억해야 한다고 생각하였다.

## 논쟁
1985년, 당시 서독 대통령이었던 리하르트 폰 바이츠제커는 "'0시'라는 것은 없지만 우리에게는 새로운 시작의 기회가 있었습니다"라고 발언하였다. 이 의미는 전쟁 이후 독일에서 새로운 변화가 아예 일어나지 않았다는 것을 의미한다. '0시'라는 용어는 폐기되었으며 과거의 어떠한 존재도 종전 이후에는 존재하지 않았다는 해석이 있다. 독일 학계에서는 '0시'의 개념이 분열을 유발하고 독일의 사상과 역사 해석에서 문제가 있다고 지적하였다.
한편으로, 경제와 학술 등의 분야에서 제2차 세계대전 당시의 인사들이 종전 이후에도 지속되고 있었다는 것을 근거로 나치 독일 시대와 종전 이후의 독일은 이어져있다고 해석하는 해석도 존재한다.

## 대중문화에서 표현된 0시

### 음악
- 1995년 독일 테크노 아티스트 코스믹 베이비가 EP로 발표한 음악의 제목이 '0시'이다.
- 2011년 브리티시 시 파워에서 발표한 LP 〈Valhalla Danceha〉 의 제4번 트랙의 제목과 주제가 '0시'이다.[8]
- 독일 고딕 메탈 밴드 Eisheilig가 2009년 발표한 앨범 〈Imperium〉의 트랙 제목이 '0시'이다.

### 영화
- 로베르토 로셀리니가 감독한 1948년 발표된 네오레알리스모 영화인 《독일 영년》은 제2차 세계대전 이후 파괴된 베를린에서의 삶을 주제로 다뤘다.

## 같이 보기
- 대일 전승 기념일과 옥음방송
- 유럽 전승 기념일